# Pierre debout (Reviers)
Pour les articles homonymes, voir Pierre debout.
La Pierre Debout est un menhir situé au lieu-dit les Champs Pluvieux à Reviers, dans le département du Calvados en France.

## Historique
Le menhir est signalé une première fois en 1894 par A. de Mortillet mais c'est Léon Coutil qui en donne la première description. Il fait l’objet d’un classement au titre des monuments historiques depuis le 21 février 1934.

## Description
Le menhir est un monolithe en calcaire bathonien de 0,30 à 0,75 m de largeur aux surfaces irrégulières. Autrefois, le menhir n'émergeait du sol que sur 0,80 m de hauteur mais la pierre est désormais déterrée et couchée sur toute sa longueur. Elle comporte à une extrémité deux cuvettes presque circulaires qui furent interprétées comme des cupules mais qui ne seraient, selon Coutil, des entailles pratiquées pour y fixer une croix afin de christianiser le menhir.
Sur une distance de 7,5 km, plusieurs autres mégalithes, situés sur la rive droite de la Mue, sont alignés sur un même axe : les Menhir de la Demoiselle de Bracqueville, les Grosses Devises et la Pierre Tourneresse.